# Fuerza iónica
La fuerza iónica, I, de una disolución es una función de la concentración de todos los iones presentes en ella, definida como:
{\displaystyle I_{c}={\begin{matrix}{\frac {1}{2}}\end{matrix}}\sum _{{\rm {i}}=1}^{n}c_{\rm {i}}z_{\rm {i}}^{2}}
donde ci es la  concentración molar de iones presentes en la disolución, zi es la carga de cada ion, y la suma se refiere a cada una de las especies iónicas presentes en el medio.
En una solución de electrolitos, no es sólo la concentración de los iones la que determina la desviación de la idealidad de la solución, sino también la influencia de la magnitud de sus cargas sobre todos los demás iones del electrolito en solución. Estas influencias se manifiestan en una serie de interacciones electrostáticas, como las fuerzas de atracción entre iones con cargas opuestas y de repulsión entre los iones con un mismo sentido de cargas; la agitación térmica que producen los iones en sus movimientos de atracción o repulsión, etc. interacciones que son conocidas con el nombre de fuerza iónica. La fuerza iónica de una solución es, por lo tanto, una medida de la población total de iones que existen en ella, de las fuerzas interiónicas de atracción y repulsión que se producen y por consiguiente una medida general de la falta de idealidad del entorno de la solución.
Dado que en las disoluciones no ideales los volúmenes no son estrictamente aditivos, es aconsejable trabajar con molalidad como unidad de concentración. En este caso, la fuerza iónica quedaría definida como:
{\displaystyle I_{m}={\begin{matrix}{\frac {1}{2}}\end{matrix}}\sum _{{\rm {B}}=1}^{n}m_{\rm {B}}z_{\rm {B}}^{2}}

## Importancia
La fuerza iónica juega un papel muy importante en la Ecuación de Debye-Hückel, que permite describir las desviaciones con respecto a la idealidad típicamente encontradas en las disoluciones iónicas.
También se hace necesaria en el estudio y en la caracterización fisicoquímica de los coloides y, por tanto, en su descripción mediante la Teoría DLVO. Ello se debe a que se requiere el parámetro de la longitud de Debye, definida como la inversa del parámetro de Debye, κ, que es inversamente proporcional a la raíz cuadrada de la fuerza iónica. Al incrementarse la fuerza iónica por un aumento de la concentración o de la valencia de los contraiones, se produce una disminución en la doble capa eléctrica y un incremento en el gradiente de potencial.